# Зайцев, Василий Васильевич (Герой Социалистического Труда)
Василий Васильевич Зайцев (5 января 1912, село Янтиково, Симбирская губерния — 18 октября 1982, Чебоксары) — передовик советского сельского хозяйства, председатель колхоза имени Ворошилова Яльчикского района Чувашской АССР, Герой Социалистического Труда (1948). Заслуженный работник сельского хозяйства Чувашской АССР (1976).

## Биография
Родился 5 января 1912 года в селе Янтиково Буинского уезда Симбирской губернии (ныне Яльчикского района Чувашии) в крестьянской семье. Окончив два класса начальной школы, занимался сельским трудом вместе с родителями.
После коллективизации работал конюхом, учётчиком и бригадиром полеводческого звена в колхозе имени Ворошилова.
После начала Великой Отечественной войны призван на фронт. Участвовал в сражениях под Смоленском и Ельней. В 1942 году был ранен и после лечения в госпитале комиссован. Возвратившись в родную деревню, стал работать председателем колхоза имени Ворошилова, который позднее был переименован в колхоз «Победа» Яльчикского района Чувашской АССР.
В годы войны колхоз, руководимый Василием Зайцевым, достиг больших успехов в выращивании зерновых культур. Урожаи выросли с 9 до 18 центнеров с гектара. В 1943 году было собрано 1200 пудов пшеницы. За умелое руководство колхозом был награждён в 1945 году орденом Ленина. В 1947 году колхоз имени Ворошилова собрал по 35,2 центнера зерновых с площади в 40 гектаров. За эти выдающиеся достижения был удостоен в 1948 году звания Героя Социалистического Труда.
В последующие годы колхоз имени Ворошилова несколько раз укрупнялся за счёт соседних убыточных хозяйств. Василий Зайцев в течение 22 лет был председателем этого сельскохозяйственного предприятия. В 1959 году колхоз имени Ворошилова был преобразован в колхоз «Победа». Колхоз вошёл в число миллионеров. В 1960 году обрабатываемые земли колхоза достигли 9200 гектаров, стадо насчитывало 1100 голов крупного рогатого скота и 8000 свиней. На 300 гектарах выращивалась конопля.
В 1964 году по инициативе космонавта Андрияна Николаева был избран председателем отстающего колхоза имени А. Николаева, который находился в селе Шоршелы Мариинско-Посадского района. Вывел его в передовые. В 1971 году колхоз имени А. Николаева был награждён орденом Почёта. Этим колхозом Зайцев руководил до 1977 года, когда новым председателем был избран младший брат Андрияна Николаева Пётр.
Избирался делегатом XXIV съезда КПСС и депутатом Верховного Совета Чувашской АССР.
Умер 18 октября 1982 года, похоронен на кладбище № 2 в городе Чебоксары.

## Семья
Был дважды женат.
Первая жена — Ольга Васильевна (1915—1961), звеньевая колхоза, в браке с 1934 по 1961 год. Семеро детей. Дочери Валентина, Авелина, Людмила, Антонина, Тамара, сыновья Василий и Лев.
- Дочь Валентина Оглезнева (род. 6 июля 1936) — ведущий научный сотрудник НИИ сельского хозяйства центральных районов нечернозёмной зоны, автор технологии предотвращения полегания посевов озимой пшеницы и ржи.

Вторая жена — Евлалия Ивановна Васильева (1923—2017), Герой Социалистического Труда. В браке с 1964 по 1982 год, общих детей нет.

## Награды
- Герой Социалистического Труда — указом Президиума Верховного Совета СССР от 19 марта 1948 года
- Медаль «Серп и Молот» (№ 1374)
- Орден Ленина (четырежды — № 51169, 69603, 172782, 366199)
- Орден Октябрьской Революции (№ 3483)
- Орден Трудового Красного Знамени (дважды — № 127947, 863912)
- Медаль «За доблестный труд в Великой Отечественной войне 1941—1945 гг.»[2];

## Память
- В родном селе Янтиково на доме № 7 по улице Ленина, где жил Василий Зайцев, установлена посвящённая ему мемориальная доска.
- В селе Яльчики на аллее Героев установлен портрет Василия Зайцева.
- В селе Шоршелы есть улица в честь Василия Зайцева